# Reduta Centralna

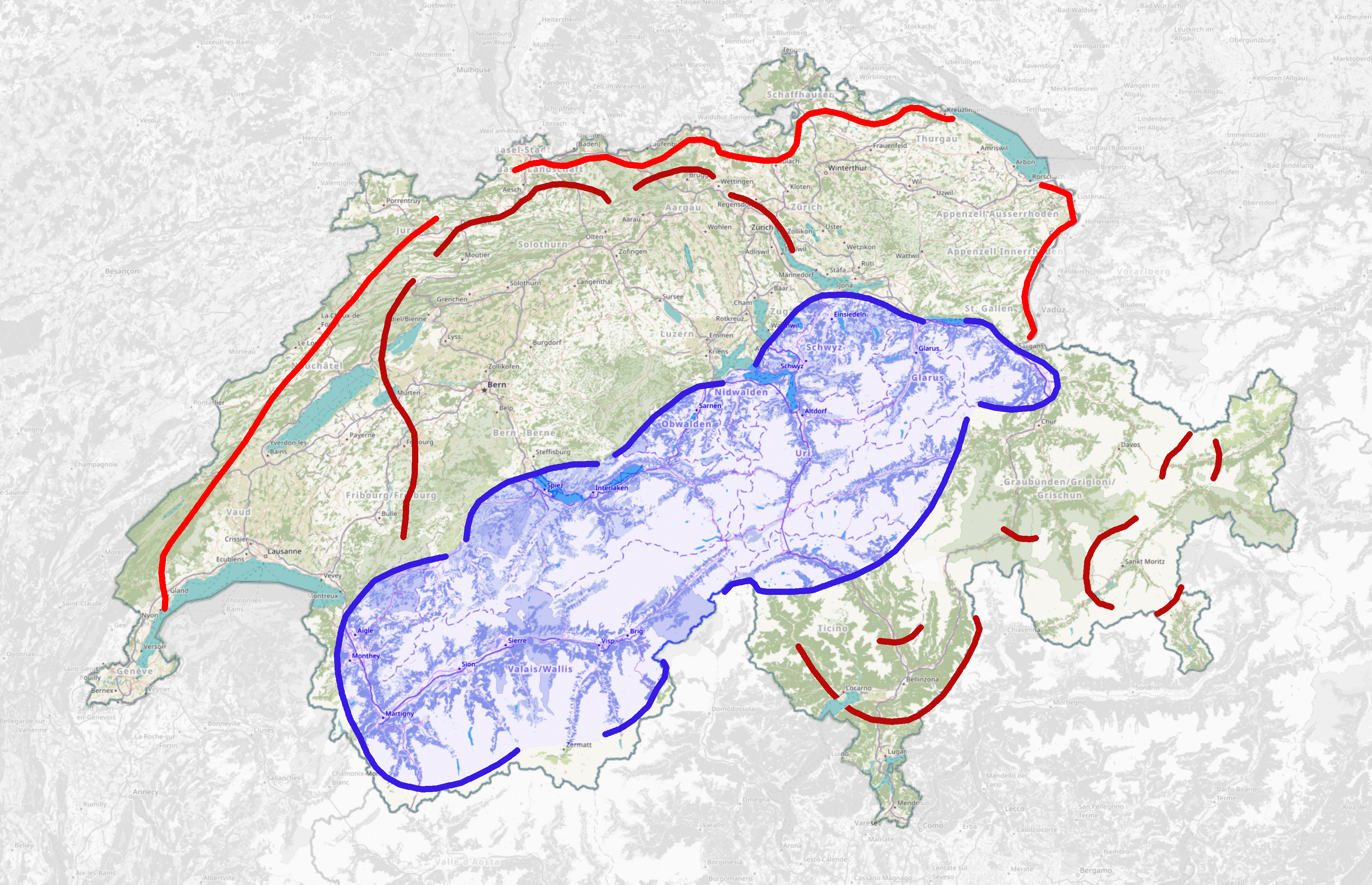
Linie obronne Szwajcarii

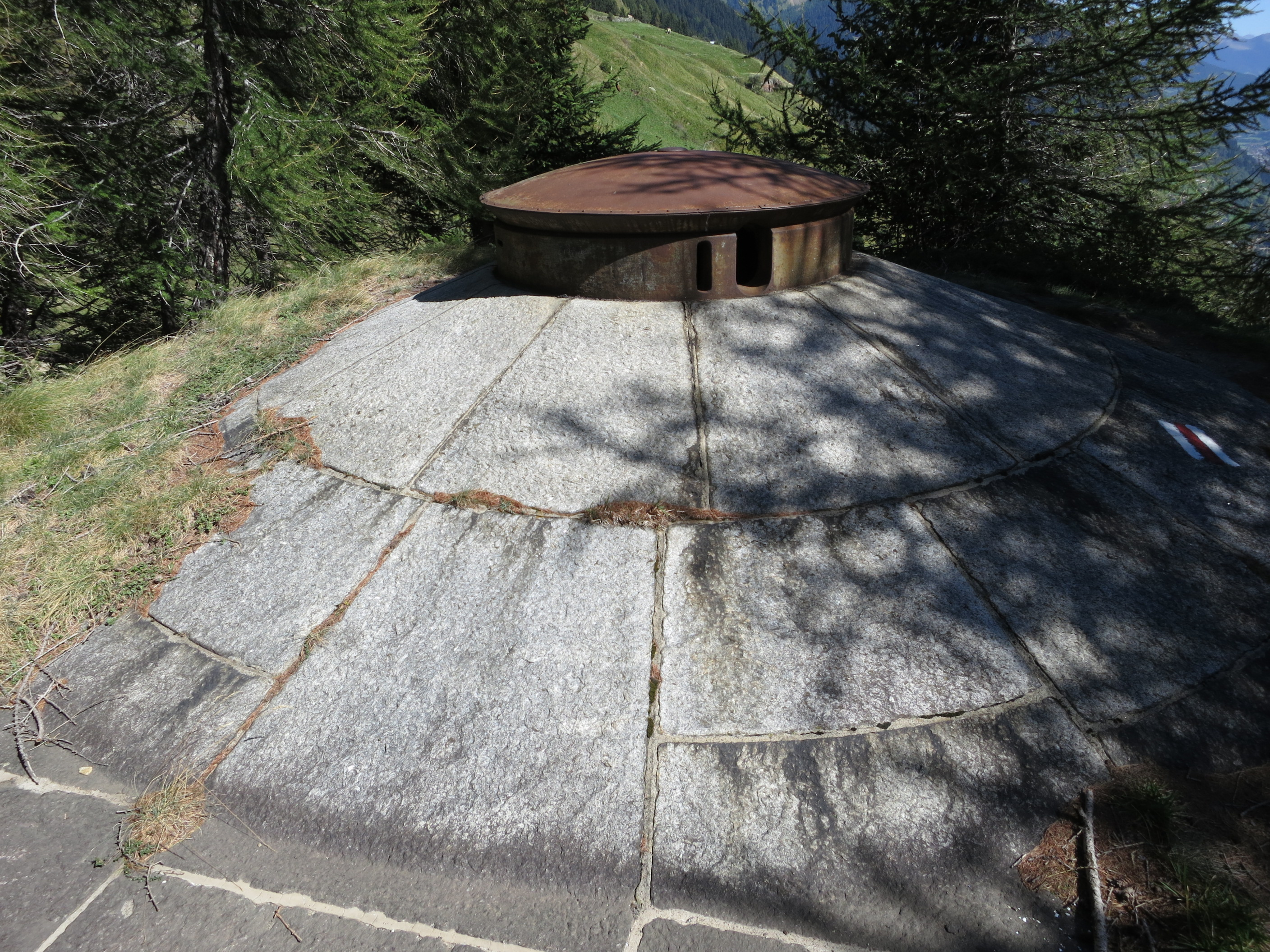
Jeden z elementów fortyfikacji

Reduta Centralna (Reduit central, Reduta Narodowa, Réduit national) – część terytorium Szwajcarii otoczona fortyfikacjami.
Umocnienia zaplanowano w końcu XIX wieku i z tego okresu pochodzą też niektóre obiekty. Zasadniczą część wybudowano w latach 1935-1946. Obecnie elementy są nowocześnie wyposażone, przygotowane do długotrwałego oblężenia.
Granice reduty wyznaczają rejony ufortyfikowane w okolicach Przełęczy Świętego Gotarda (na południu), Saint-Maurice (na zachodzie) i Sargans (na wschodzie, powstały w 1938 po Anschlussie Austrii), rejony te chroniły główne doliny znajdujące się wewnątrz Reduty. Od północy obszary umocnione rozpoczynają się mniej więcej w górach otaczających Jezioro Czterech Kantonów (twierdza Fürigen, broniąca przejścia z Wyżyny Szwajcarskiej).
Wszystkie wejścia na teren reduty zostały silnie ufortyfikowane i wyposażone w liczne, częściowo podziemne stanowiska piechoty, obrony przeciwpancernej i artylerii.
W czasie II wojny światowej wywiad niemiecki donosił, że granice Reduty przebiegają wzdłuż rzek Limmat i Aare, przez łańcuchy górskie Weissenstein, Chasseral i Chaumont do jeziora Lac de Neuchâtel, następnie między tym jeziorem a jeziorem Thun i wzdłuż łańcucha jezior Thun, Brienz, Sarneńskiego, Czterech Kantonów, Zug i Zuryskiego. W rzeczywistości określona tak pozycja nazywana była przez Szwajcarów Wysuniętą Pozycją Obronną (Vorgeschobene Stellung) wzdłuż rzek Limmat i Aare, z której obrony zrezygnowano w 1940 po upadku Francji. Również rejon nad jeziorami Lac de Neuchâtel i Zuryskim znajdował się poza Redutą Centralną.
Ze względów bezpieczeństwa w czasie II wojny światowej na obszar Reduty nie wpuszczano uchodźców z innych krajów.